# 콜라초네
콜라초네(이탈리아어: Collazzone)는 이탈리아 움브리아주 페루자도에 있는 코무네다. 페루자에서 남쪽 25km 거리에 있다.